# Cottage Grove (Metro de Chicago)
Cottage Grove es la estación terminal de la línea Verde del Metro de Chicago. La estación se encuentra localizada en 800 East 63rd Street en Chicago, Illinois. La estación Cottage Grove fue inaugurada el 23 de abril de 1893.  La Autoridad de Tránsito de Chicago es la encargada por el mantenimiento y administración de la estación. Esta estación es la terminal Sur del Ramal East 63rd de la línea Verde, y la estación más al Sur del sistema.

## Descripción
La estación Cottage Grove cuenta con 2 plataformas laterales y 2 vías. 

## Conexiones
La estación es abastecida por las siguientes conexiones: 
- Rutas del CTA Buses: #4 Cottage Grove (nocturno) #63 63rd St (nocturno)